# Colossal Biosciences
Colossal Biosciences Inc. és una empresa nord-americana de biotecnologia i enginyeria genètica que treballa per extingir el mamut llanós, el tigre de Tasmània, el rinoceront blanc del nord, l'ocell dodo i el llop terrible. El 2023, va declarar que vol tenir vedells híbrids de mamut llanós per al 2028 i els vol reintroduir a l'hàbitat de la tundra àrtica. De la mateixa manera, va llançar el Comitè Assessor de Tilacina de Tasmània, un projecte d'investigació de tilacina per alliberar els tigres de Tasmània al seu hàbitat original de Tasmània i australià més ampli després d'un període d'observació en captivitat.
L'empresa desenvolupa enginyeria genètica i tecnologia reproductiva per a la biologia de la conservació. Va ser fundada l'any 2021 per George Church i Ben Lamm, i té la seu a Dallas, Texas. A partir del 2025, Colossal és l'empresa més valorada amb seu a Dallas, Texas, amb 10.200 milions de dòlars.

## Història

### Fundació
En una entrevista de 2008 a The New York Times, George Church va expressar per primera vegada el seu interès en dissenyar un híbrid elefant-mamut asiàtic mitjançant la seqüenciació del genoma del mamut llanós. El 2012, Church va formar part d'un equip que va ser pioner en l'eina d'edició de gens CRISPR - Cas9, a través de la qual va sorgir el potencial d'alterar el codi genètic per dissenyar el "mamut" previst. Church va presentar una xerrada a la National Geographic Society el 2013, on va traçar la idea de Colossal.
Church i el seu equip de genètica van utilitzar CRISPR per copiar gens de mamut al genoma d'un elefant asiàtic el 2015. Aquell mateix any, el laboratori de Church va integrar gens de mamut a l'ADN de cèl·lules de pell d'elefant; el laboratori es va concentrar en 60 gens que els experiments es van plantejar com a importants per als trets distintius dels mamuts, com ara un crani amb cúpula alta, la capacitat de retenir l'oxigen a baixes temperatures i el teixit gras. El laboratori de Church va informar el 2017 que havia afegit amb èxit 45 gens al genoma d'un elefant asiàtic.
El 2019, Ben Lamm, un empresari en sèrie, va contactar amb Church per reunir-se al seu laboratori de Boston. Lamm estava intrigat pels informes de premsa sobre la idea de desextinció de Church.

## Ciència i desenvolupament
Com que el mamut llanós i l'elefant asiàtic comparteixen el 99,6% del mateix ADN, Colossal va voler desenvolupar una espècie substitutiva intercanviant prou gens clau de mamut en el genoma de l'elefant asiàtic. Els trets genealògics clau dels mamuts inclouen: una capa de greix aïllant de 10 centímetres, cinc tipus diferents de cabells peluts i orelles més petites per ajudar l'híbrid a tolerar el fred.
El laboratori de Colossal combina CRISPR/Cas9 amb altres enzims d'edició d'ADN, com integrases, recombinases i desaminases, per empalmar gens de mamut llanós a l'elefant asiàtic i ha "utilitzat 65 genomes de mamut diferents al llarg d'uns 700.000 anys per crear un ADN antic muntat". La companyia té previst seqüenciar mostres tant d'elefants com de mamuts per identificar gens clau en ambdues espècies per promoure la diversificació de la població. En fer-ho, Colossal espera prevenir qualsevol mutació canalla dins del ramat híbrid. Colossal va establir un objectiu per a l'empresa per fer créixer un vedell de mamut llana per al 2028.
La companyia té previst utilitzar elefants africans i asiàtics com a possibles substituts i en gran manera té previst desenvolupar ventres d'elefants artificials folrats amb teixit uterí com a camí paral·lel a la gestació. Els científics colossals planegen crear aquests embrions agafant cèl·lules de la pell dels elefants asiàtics i reprogramant-les en cèl·lules mare pluripotents induïdes que porten ADN de mamut. Lamm va declarar que Colossal utilitzarà tant cèl·lules mare pluripotents induïdes (iPSC) com la transferència nuclear de cèl·lules somàtiques en el procés.
El juliol de 2022, VGP i Colossal van anunciar que van seqüenciar amb èxit tot el genoma de l'elefant asiàtic; aquesta és la primera vegada que el codi genètic dels mamífers s'ha seqüenciat completament en aquest grau des que es va completar el Projecte Genoma Humà a principis dels anys 2000.
L'agost de 2022, Colossal va anunciar que llançarien un projecte d'investigació sobre tilacina, amb l'esperança de "desextingir" el tigre de Tasmània. Colossal té previst reintroduir el proxy de tilacina a zones seleccionades de Tasmània i d'Austràlia més àmplia i afirma que, fent-ho, es tornarà a equilibrar els ecosistemes que han patit la pèrdua i la degradació de la biodiversitat des que l'espècie va desaparèixer. Un naixement proxy de tilacina amb èxit també podria introduir una nova tecnologia de reproducció assistida per marsupials que pot ajudar en altres esforços de conservació de marsupials. Colossal s'ha associat amb la Universitat de Melbourne i el projecte està dirigit per Andrew Pask. El Comitè Assessor de Tilacina de Tasmània es va posar en marxa el desembre de 2023.
El gener de 2023, Colossal va anunciar la formació del seu Grup de Genòmica Aviària, que es dedicarà a reconstruir l'ADN de l'ocell dodo, que es va extingir a la dècada del 1600. Dirigit per Beth Shapiro, que exerceix de director científic de Colossal, aquest grup d'investigació pretén crear un híbrid compost de trets específics més comunament associats amb el dodo i té previst reintroduir aquests híbrids als seus respectius entorns. Colossal treballarà amb cèl·lules germinals primordials per emparellar l'ADN del dodo amb el genoma del colom Nicobar, el parent viu més proper del dodo extingit, i desenvolupar pollets quimèrics com a substituts per a la futura restauració del dodo.

## Conservació
L'octubre de 2022, Colossal va anunciar que estava desenvolupant una vacuna per al virus de l'herpes endoteliotròpic de l'elefant (EEHV), en col·laboració amb el Baylor College of Medicine.
El maig de 2023, Colossal es va associar amb el Projecte Genomes de Vertebrats per generar amb èxit el primer genoma de referència d'alta qualitat d'un elefant africà. Aquest treball de seqüenciació forma part d'un esforç de conservació a llarg termini de les espècies d'elefants en perill d'extinció.
La primera vacuna d'ARNm per al virus de l'herpes endoteliotròpic de l'elefant (EEHV), desenvolupada per Colossal, el zoològic de Houston i el Baylor College of Medicine, es va administrar a un elefant el juliol de 2024.
L'octubre de 2024, Colossal va anunciar el llançament de la Colossal Foundation, una iniciativa sense ànim de lucre que utilitza mètodes científics i tecnològics desenvolupats per Colossal per als esforços conservadors dirigits pels socis. A la seva agenda de conservació s'inclou la Colossal Biovault, "la iniciativa de biobancs distribuïts més gran del món". El Colossal Biovault recull mostres de teixits d'espècies en perill d'extinció amb l'esperança de permetre que les línies cel·lulars siguin accessibles i emmagatzemades a les instal·lacions de socis domèstics. Els seus primers projectes inclouen: rinoceront de Sumatra, llop vermell, quoll del nord, rinoceront blanc del nord, colom rosa, colom bec dent, drac victorià sense orelles, vaquita, elefant de bosc africà, elefant de bosc africà, elefant asiàtic i bec de fusta. A més d'aquestes espècies, Colossal té previst biobancar les "100 espècies més en perill" de la seva llista Colossal 100. Tanmateix, aquesta llista no s'ha fet pública.
El desembre de 2024, Colossal i la Universitat de Melbourne van iniciar la investigació sobre l'enginyeria d'una immunitat a la quitridiomicosi, una malaltia letal basada en fongs en els amfibis que és responsable de moltes extincions i disminucions d'amfibis, inclòs el gripau daurat i la granota d'arbre de Rabbs.
L'abril de 2025, Colossal va anunciar el naixement facilitat de dues camades de llop vermell clonats de tres línies fundadores genètiques diferents. Les camades incloïen tres cadells de llop vermell mascle (Blaze, Cinder i Ash), així com una femella de llop vermell adolescent (Hope).